# TV Oeste
TV Oeste é uma emissora de televisão brasileira com sede em Barreiras, no estado da Bahia. Opera no canal 5 (29 UHF digital), e é afiliada à TV Globo. É uma das emissoras próprias da Rede Bahia de Televisão, e transmite sua programação para o oeste do estado. Seus estúdios estão localizados no bairro Vila Brasil, e sua antena de transmissão está no alto da Serra da Bandeira.

## História

Logotipo utilizado pela emissora entre 1998 e 2025.

A TV Oeste foi inaugurada em 2 de fevereiro de 1991, em meio a expansão da Rede Bahia de Televisão no interior do estado. A primeira apresentadora a aparecer na programação da emissora foi a jornalista Denise Mesquita, que ancorou um programa inaugural especial sobre a região oeste da Bahia.
Em 2004, a emissora instala escritórios regionais em Luís Eduardo Magalhães e outra em Bom Jesus da Lapa, ampliando a cobertura jornalística e possibilidades para negócios, fortalecendo a presença da emissora em importantes centros de sua área de cobertura.
Em fevereiro de 2010, a emissora teve a concessão renovada por mais 15 anos.
Em 3 de fevereiro de 2012, a sede da TV Oeste foi alvo de vândalos. Os criminosos, que haviam realizado atos de vandalismo em diversos estabelecimentos, como bancos e lojas, efetuaram disparos contra a fachada e a porta de entrada da emissora. O crime ocorreu logo após a Associação de Policiais Militares do Oeste da Bahia aderir à greve da Polícia Militar da Bahia.
Em 23 de maio de 2014, a TV Oeste inaugurou uma nova sucursal em Luís Eduardo Magalhães, em uma cerimônia que contou com presença de autoridades e entradas ao vivo do repórter Carlos Augusto no telejornal BATV.
Após 2 de março de 2015, a emissora interrompeu a produção dos blocos locais do Bahia Meio Dia.
Em 6 de maio de 2019, a Rede Bahia anunciou a interrupção das atividades de produção de telejornais da emissora, tirando do ar as edições locais dos telejornais Jornal da Manhã e BATV, fazendo com que a TV Oeste passasse a retransmitir integralmente os telejornais produzidos pela TV Bahia em Salvador. Muitos funcionários foram demitidos, tendo sido mantida a equipe técnica, de marketing, além de alguns cinegrafistas e repórteres. A emissora passou a produzir matérias para os telejornais de rede estadual e nacional e manteve os intervalos comerciais locais normalmente, além de produzir boletins informativos do Bahia Agora.
Em 16 de janeiro de 2021, a emissora passou a produzir a versão local do programa de infomerciais locais Oferta na Rede, idealizado pela TV Bahia, com a apresentação de Tássia Peixoto. Em 21 de agosto, outro programa local especial estreia na emissora: Oeste Agora, com a apresentação de Victor Silveira, cujas três edições, exibidas após o Mosaico Baiano, tiveram como tema o setor imobiliário da região.
Em 13 de outubro de 2021, a emissora anuncia oficialmente a retomada da produção de telejornalismo local após dois anos, por meio do retorno da edição local do Bahia Meio Dia, comandada por Carlos Augusto. A reestreia ocorreu no dia 25 de outubro.

## Sinal digital
| PSIP | Canal  | Proporção de tela | Programação                               |
| ---- | ------ | ----------------- | ----------------------------------------- |
| 5.1  | 29 UHF | 1080i             | Programação principal da TV Oeste / Globo |

A TV Oeste ativou seu sinal digital em abril de 2014, e o lançou oficialmente em 20 de maio, em um evento que contou com a presença da diretoria da Rede Bahia e mais de 400 convidados.

### Transição para o sinal digital
Com base no decreto federal de transição das emissoras de TV brasileiras do sinal analógico para o digital, a TV Oeste cessou suas transmissões pelo canal 5 VHF em 30 de junho de 2025, seguindo o cronograma oficial da ANATEL.

## Programas
Além de retransmitir a programação nacional da TV Globo e estadual da Rede Bahia, a TV Oeste produz e exibe os seguintes programas:
- Bahia Agora: Boletim informativo, com Alyne Miranda, Carlos Augusto e Gabriel Pires;
- Bahia Meio Dia: Telejornal, com Carlos Augusto;

Diversos outros programas compuseram a grade da emissora, e foram descontinuados:
- Bahia Agora 2ª Edição
- BATV
- Jornal da Manhã
- Oferta na Rede

## Equipe

### Membros atuais
- Alyne Miranda
- Carlos Augusto[19]
- Gabriel Pires[20]

### Membros antigos
- Alexandre Uilliam (hoje na TV Câmara Barreiras)[21]
- Analice Salles[22]
- Andrêza Benevides[23]
- Augusto Rocha
- Denise Mesquita
- Fabiana Ferraz[24]
- Jhonnathas Trindade[25]
- Lameska Moreira (hoje editora-chefe do BATV na TV Bahia)
- Lo-Hanna Nunes[16]
- Lucas Bello
- Maíra Brito[26]
- Marcos Dantas
- Mariana Dorfey[27]
- Marta Ortega (hoje na TV Subaé)[16]
- Müller Nunes (hoje na TV Bahia)[28]
- Philipe Moreira
- Rafael Lopes
- Rinaldo Lima
- Suzi Martins[29]
- Silvia Torres (hoje na TV Cabo Branco)[30]
- Tássia Peixoto
- Tiago Cesco[31]